# Paul Wilson Oman
Paul Wilson Oman (ur. 22 lutego 1908 w Garnett, zm. 4 kwietnia 1996 w Corvallis) – amerykański entomolog, specjalizujący się w hemipterologii i entomologii stosowanej.
Urodził się w 1908 roku w Garnett w stanie Kansas. Dorastał na farmie. Od młodości zbierał owady. Uczęszczał do szkoły wiejskiej, a następnie do Garnett High School. Początkowo studiował na University of Kansas. Tam trafił do Wydziału Entomologii, w którego kadrze znajdowali się liczni hemipterolodzy. W 1930 zdobył na tej uczelni tytuł bakałarza. W tym samym roku dołączył do jednostki taksonomicznej w Bureau of Entomology and Plant Quarantine przy Departamencie Rolnictwa Stanów Zjednoczonych. W 1935 roku zdobył tytuł magistra na University of Kansas, a w 1941 roku stopień doktora na George Washington University; prace magisterską i doktorską poświęcone były taksonomii piewików. W czasie II wojny światowej (od 1942) i wojny koreańskiej służył w armii. W latach 1960–1962 był dyrektorem Far East Regional Research Office Departamentu Rolnictwa Stanów Zjednoczonych w Nowym Delhi. Pracował w Entomology Research Division Departamentu Rolnictwa Stanów Zjednoczonych aż do objęcia w 1967 roku posady profesora na Wydziale Entomologii Oregon State University. W latach 1967–1971 był kuratorem tamtejszego stanowego zbioru stawonogów. W 1973 roku został kierownikiem tego wydziału, a w 1975 roku profesorem emerytowanym.
Oman jest autorem około 80 publikacji naukowych, poświęconych głównie taksonomii i faunistyce piewików oraz entomologii stosowanej, w tym transmisji przez owady chorób roślin i ludzi. Od 1929 roku był członkiem Entomological Society of America; w 1959 roku wybrany został jego prezydentem, a w 1975 roku otrzymał członkostwo honorowe, a w 1982 roku Nagrodę im. Woodwortha. W czasie studiów wybrany został do stowarzyszeń Sigma Xi, Phi Sigma i Phi Beta Kappa. 